# Melithaeidae
Famille
Les Melithaeidae sont une famille de cnidaires anthozoaires, des gorgones de l'ordre des Alcyonacea.

## Liste des genres
Selon World Register of Marine Species (27 novembre 2014) :
- genre Asperaxis Alderslade, 2007
- genre Melithaea Milne-Edwards, 1857